# 馬格利日岩
63°01′06″S 62°38′11″W / 63.01833°S 62.63639°W
馬格利日岩是南極洲的岩石，位於南設得蘭群島的史密斯島，長0.46公里、寬0.14公里，該冰川以保加利亞南部城鎮命名，現時由南極條約體系管理。

## 外部連結
- SCAR Composite Antarctic Gazetteer （页面存档备份，存于）